# Numératie
 (avril 2016).
- Si vous ne connaissez pas le sujet, laissez ce bandeau (vous pouvez alors contacter les auteurs).
- Si vous supprimez le contenu mis en cause (vous pouvez préalablement contacter les auteurs),

argumentez précisément cette suppression dans la page de discussion
(un manque de référence n'est pas un argument ; une recherche réelle de référence doit avoir été effectuée, être formellement documentée).

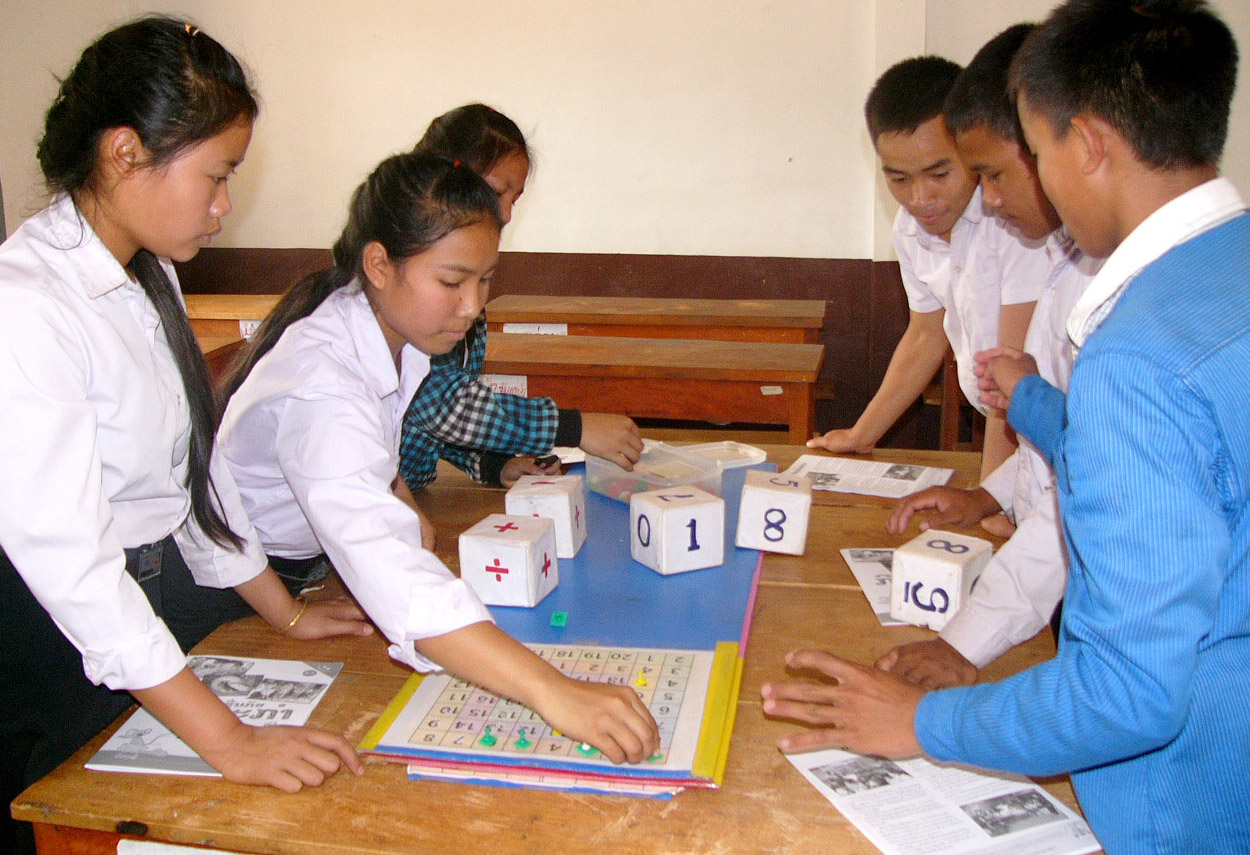
Les jeux mathématiques rendent l’entraînement et l’amélioration des compétences des élèves amusants.

La numératie est la capacité à utiliser, à appliquer, à interpréter, à communiquer, à créer et à critiquer des informations et des idées mathématiques de la vie réelle. C’est également la tendance d’un individu à réfléchir mathématiquement dans différentes situations professionnelles, personnelles, sociales et culturelles. 

## Explications
Sa visée pragmatique favorise l’indépendance et l’autonomie. La numératie prend forme dans les dimensions cognitive, affective et motivationnelle d’un individu,,,.

## Dimension cognitive
Ginsburg, Manly et Schmitt (2006),,, soulignent l’importance de la dimension cognitive de la numératie. La synthèse de la littérature nous permet de définir celle-ci comme étant la capacité à mobiliser des connaissances mathématiques, à développer des compétences en résolution de problèmes, à avoir des connaissances d’ordre stratégique, à valider sa démarche en utilisant un raisonnement logique et à employer des raisonnements hypothético-déductifs. 
On trouve également dans la dimension cognitive des connaissances et des processus liés aux différents domaines mathématiques, tels le sens des nombres et des opérations, les régularités et l’algèbre, la géométrie, la mesure et la gestion des données et des probabilités, les opérations, qui consistent en la conduite efficace des calculs (calcul mental, additions et soustractions, multiplications et divisions), et, enfin, la résolution de problèmes, qui se divise elle-même en la compréhension (qui exige un niveau minimal de littératie) et l’application des concepts. 
Finalement, les habiletés méta-cognitives liées au concept de contrôle (Saboya, 2010), qui exigent de réfléchir à ses propres connaissances et à l’efficience des stratégies employées, sont aussi une partie intégrante de la dimension cognitive. C’est sur ce plan qu’il peut y avoir une autorégulation de l’utilisation efficace des stratégies. Bref, c’est une gestion active et consciente de ces processus cognitifs.

## Dimension affective
La dimension affective est la perception que la personne entretient vis-à-vis des mathématiques et la confiance en soi et en ses capacités. C’est une dimension nettement subjective propre à l’individu. Cette dimension de la numératie est d’ailleurs évaluée par la Subjective Numeracy Scale de Fagerlin et al. (2007), qui a été validée par Zikmund-Fisher et al. (2007).  

## Dimension motivationnelle
La dimension motivationnelle comprend deux formes de motivation : la motivation intrinsèque, où l’individu s’engage dans une activité pour le plaisir et la satisfaction qu’il en retire (l’envie de la personne de se surpasser dans sa compréhension du monde qui l’entoure à l’aide de données mathématiques), et la motivation extrinsèque, où l’individu s’engage pour retirer quelque chose de plaisant ou pour éviter quelque chose de déplaisant (par exemple pour jouir d’une meilleure retraite) (Deci et Ryan, 1985). Pour développer la compétence en numératie, il est essentiel de comprendre l’origine de la motivation de l’individu.  

## Exemples
La numératie s’exprime dans la vie de tous les jours. En  voici quelques exemples : gérer un budget, vérifier les factures, gérer le temps, calculer un pourboire, cuisiner (mesurer, convertir des mesures, ajuster une recette), comparer des prix, évaluer l’impact d’une décision gouvernementale sur son budget, comprendre l’impact d’un processus de vote, choisir un prêt hypothécaire, planifier sa retraite, estimer le montant d’une facture à l’épicerie, remplir sa déclaration fiscale, rénover sa maison (budget, plans, mesures), évaluer les risques et les bénéfices dans une prise de décision liée à la santé, développer une pensée critique envers les jeux de hasard, etc. Cette liste, incomplète, ne permet pas de rendre compte de toutes les tâches qui exigent de la numératie. Toutefois, elle nous permet d’imaginer à quel point on trouve la numératie dans différentes sphères de la vie, et ce, sans penser à tous les métiers qui nécessitent des compétences qui se rapportent à la numératie. 

## Une démarche pour encadrer la conceptualisation de la numératie
L’analyse de textes traitant de la numératie,, a permis de la définir de plusieurs façons différentes et d'établir des points de convergence, de divergence et diverses potentialités du discours en numératie. 
Une synthèse de ces définitions et de ces textes, guidée par le repérage d’éléments communs, a mené à la proposition de la définition qui est présentée ci-dessus.  